# McCoy (serie televisiva)
McCoy è una serie televisiva statunitense trasmessa inizialmente sulla rete televisiva NBC-TV nella stagione 1975-1976. Nel cast figura come protagonista Tony Curtis.

## Episodi
| Stagione       | Episodi | Prima TV USA | Prima TV Italia |
| -------------- | ------- | ------------ | --------------- |
| Prima stagione | 5       | 1975-1976    |                 |